# ETERNITY (虛擬女團)
ETERNITY（風格化：ETERN!TY）是由玖脈（Pulse9）打造、在2021年出道的韓國11人虛擬偶像團體，成員包括SeoA、Soojin、Minji、Jaein、Hyejin、Dain、Chorong、Jiwoo、Yeorum、Sarang和Yejin，她們的臉孔均是利用人工智能技術Deep Real生成，3月22日推出首張單曲《I'm Real》正式出道。

## 成員
- 名字粗體為隊長

| 藝名    | 藝名 | 本名   | 本名   | 本名        | 出生日期      | 位置                 | 出道作品      |
| 英文    | 韓文 | 中文   | 韓文   | 羅馬拼音    | 出生日期      | 位置                 | 出道作品      |
| ------- | ---- | ------ | ------ | ----------- | ------------- | -------------------- | ------------- |
| Hyejin  | 혜진 | 金惠珍 | 김혜진 | Kim Hyejin  | 1999年7月31日 | 領Rapper             | 《I'm Real》  |
| Minji   | 민지 | 河敏智 | 하민지 | Ha Minji    | 2000年1月4日  | 主Rapper、Sub Dancer | 《I'm Real》  |
| Yeorum  | 여름 | 蔡夏天 | 채여름 | Chae Yeorum | 2000年8月10日 | 隊長、主唱           | 《I'm Real》  |
| SeoA    | 서아 | 柳瑞雅 | 류서아 | Ryu Seoa    | 2002年11月4日 | 中心                 | 《I'm Real》  |
| Sujin   | 수진 | 表素珍 | 표수진 | Pyo Soojin  | 2003年9月14日 | 副唱、門面           | 《I'm Real》  |
| Dain    | 다인 | 鄭多仁 | 정다인 | Jung Dain   | （未公開）    | （未公開）           | 《No Filter》 |
| Chorong | 초롱 | 咸初瓏 | 함초롱 | Ham Chorong | （未公開）    | （未公開）           | 《DTDTGMGN》  |
| Jaein   | 재인 | 郭在寅 | 곽재인 | Kwak Jaein  | （未公開）    | （未公開）           | 《Paradise》  |
| Ji Woo  | 지우 | 池雨   | 지우   | Ji Woo      | （未公開）    | （未公開）           | 《DTDTGMGN》  |
| Sarang  | 사랑 | 吳莎朗 | 오사랑 | Oh Sarang   | （未公開）    | （未公開）           | 《Paradise》  |
| Yejin   | 예진 | 李叡珍 | 이예진 | Lee Yejin   | （未公開）    | （未公開）           | 《Paradise》  |

## 歷程

### 2020年：「AI心動挑戰」、籌備出道
8月，玖脈舉行為期2個月「AI心動挑戰」，網民從101張虛擬臉孔中，選出最喜愛的臉孔，Dain獲得第一名，她與SeoA、Soojin、Minji、Jaein、Hyejin、Chorong、Jiwoo、Yeorum、Sarang和Yejin組成ETERNITY準備出道。

### 2021年：《I'm Real》正式出道，Dain推出個人單曲《No Filter》
2月24日起，玖脈陸續發布成員Hyejin、SeoA、Yeorum、Soojin和Minji的概念影片和出道曲《I'm Real》預告片，並於3月22日以《I'm Real》正式出道。《I'm Real》由Doodle Bum Sound製作，歌名靈感源自《木偶奇遇記》的著名台詞「I'm a real boy」，因勇敢和善良而成為真正的人類。玖脈表示，ETERNITY會先以5人組形式活動，日後會以YouTube影片、品牌模特兒等等，或是以小分隊形式表演。
8月25及26日，玖脈公布Dain的個人出道單曲《No Filter》預告片，並於8月27日正式推出歌曲。《No Filter》由製作人NUVO和人工智能作曲家Aimy Moon共同製作，透過歌曲傳達每人本身已經又美麗又可愛，所以無需在濾鏡下表現自我的訊息。
9月20日，玖脈通過官方YouTube頻道上傳Sarang翻跳TWICE的《Alcohol-Free》影片，Sarang首度亮相。11月22日發售的《Marie Claire》韓國版2021年12月號，ETERNITY首度全體亮相。

### 2022年：第三張單曲《Paradise》
4月9日，玖脈公開第三張單曲預告《Paradise》，今次由Sarang、Zae In和Yejin表演，並預告同月29日正式發售。

## 音樂作品

### 韓語作品

#### 單曲專輯
- 2021年：《I'm Real》
- 2021年：《No Filter》（Dain個人單曲）
- 2022年：《Paradise》

## 廣告
- 2020年：新韓投資公司RCK第二季大使（Chorong Ham）
- 2021年：新韓印尼銀行未來實驗室社交平台宣傳大使（Yeoreum）
- 2021年：SOMESING	Duet Festival（Dain）

## 外部連結
- 玖脈官方網站 （页面存档备份，存于）
- ETERNITY YouTube頻道 （页面存档备份，存于）
- ETERNITY的Instagram帳戶
- ETERNITY Facebook專頁